# Libanonski funt
Libanonski funt je uradna denarna enota Libanona. Tričrkovna oznaka valute po ISO 4217 je LBP, šifra valute pa je 422. V Libanonu mu pogosto pravijo tudi libanonska lira in zneske označujejo s kratico LL. Teoretično se deli na 100 piastrov, vendar je inflacija toliko razvrednotila valuto, da se le-ti ne uporabljajo. Za valuto skrbi Libanonska banka (Banque du Liban)

## Zgodovina
Pred 1. svetovno vojno se je na ozemlju današnjega Libanona uporabljala otomanska lira. Po razpadu Otomanskega imperija leta 1918 se je uporabljal egiptovski funt, dokler niso Francozi dokončno prevzeli nadzora nad današnjo Sirijo in Libanonom in uvedli skupno valuto za ti dve državi, ki je bila vezana na francoski frank. Leta 1937 je Libanon dobil svojo valuto, ki je bila še vedno vezana na francoski frank in prosto izmenljiva s sirsko valuto. Leta 1941, po kapitulaciji Francije, se je libanonski funt vezal na britanski funt. 

## Kovanci in bankovci
Trenutno so v obtoku kovanci za 50, 100 (oboji so zaradi majhne vrednosti redki), 250 in 500 funtov.
V obtoku so bankovci z nominalno vrednostjo 1000, 5000, 10.000, 20.000, 50.000 in 100.000 funtov.

## Trenutno stanje
V začetku leta 2005 je bilo treba za ameriški dolar odšteti 1513 funtov, 1 SIT pa je bil marca 2005 vreden okoli 8,33 LBP.
Poleg libanonskega funta je ameriški dolar neuradna vzporedna valuta v Libanonu.